# Brun öronkolibri
Brun öronkolibri (Colibri delphinae) är en fågel i familjen kolibrier.

## Utbredning och systematik
Fågeln förekommer i Latinamerika från Belize och Guatemala till Guyana, Brasilien och Bolivia. Den behandlas som monotypisk, det vill säga att den inte delas in i några underarter.

## Status
IUCN kategoriserar arten som livskraftig.